# Wołyń (Białoruś)
Wołyń (biał. Валынь, Wałyń; ros. Волынь, Wołyń) – wieś na Białorusi, w obwodzie witebskim, w rejonie głębockim, 6 km na zachód od Głębokiego. Wchodzi w skład sielsowietu Koroby. Przez wieś biegnie droga R110.
Wieś magnacka położona była w końcu XVIII wieku w powiecie oszmiańskim województwa wileńskiego.

## Historia
W 1870 roku majątek Wołyń leżał w wołoście Wierzchnie, powiecie dziśnieńskim guberni wileńskiej. Należał do Szyryna.
W latach 1921–1945 folwark a następnie majątek leżał w Polsce, w województwie wileńskim, w powiecie dziśnieńskim, w gminie Wierzchnie, od 1929 roku w gminie Głębokie.
Według Powszechnego Spisu Ludności z 1921 roku zamieszkiwało tu 51 osób, 40 było wyznania rzymskokatolickiego a 11 prawosławnego. Jednocześnie wszyscy mieszkańcy zadeklarowali polską przynależność narodową. Było tu 6 budynków mieszkalnych. W 1931 w 3 domach zamieszkiwało 65 osób.
Wierni należeli do parafii rzymskokatolickiej w Udziale i prawosławnej w miejscowości Wierzchnie. Miejscowość podlegała pod Sąd Grodzki w Głębokiem i Okręgowy w Wilnie; właściwy urząd pocztowy mieścił się w Wierzchni.
Po agresji ZSRR na Polskę w 1939 roku wieś znalazła się pod okupacją sowiecką, w granicach BSRR. W latach 1941–1944 była pod okupacją niemiecką. Następnie leżała w BSRR. Od 1991 roku w Republice Białorusi.